# 拜住 (扎剌亦儿氏)
拜住（Baiǰu；1298年—1323年9月4日），蒙古扎剌亦儿氏，元朝政治家，兀都带和怯烈氏的儿子，元初名臣安童之孙，木華黎後代。扎剌儿氏为元朝王室世袭贴身侍卫，在蒙古各部中尤有声望。元英宗在位时间官至中书右丞相，全力支持英宗的“以儒治国”政策。

## 生平
元英宗于1320年4月19日即位，1320年6月17日，元英宗任命拜住为左丞相，以与把持朝政的答己太后和右丞相铁木迭儿相抗衡，
1322年10月6日右丞相铁木迭儿去世，11月1日太皇太后答己去世，元英宗终于得以亲政。12月4日，元英宗任命拜住为中书右丞相，并且不设左丞相，以拜住为唯一的丞相。元英宗遂与拜住等进行改革，任命大批汉族儒生入朝为官，并削减徭役和赋税，并于1323年3月26日颁布了继《至元新格》之后元朝第二部法律典籍—《大元通制》。
至治三年（1323年）农历五月，元英宗开始追查铁木迭儿贪污一案，引起一些蒙古大臣不安，御史大夫铁失等便于当年八月初四（1323年9月4日）发动南坡之变，刺杀了元英宗和拜住。
泰定初，追赠清忠一德佐运功臣、太师、开府仪同三司、上柱国，追封东平王，谥忠献。至正初，改封为至仁孚道一德佐运功臣。
拜住有一子名笃麟，后投降明朝，以拜为姓，迁居陕西大荔，后裔为当地大姓。